# 장수 오성리 어필각
어필각(御筆閣)은 대한민국 전북특별자치도 장수군 산서면 오성리에 있는 건축물이다. 2015년 6월 3일 장수군의 향토문화유산 제4호로 지정되었다.

## 개요
어필각은 1751년(영조27년)에 창건되었다고 하는데 내부에 걸린 창건문(創建文)과 외삼문에 기록된 상량문에도 변진년(丙辰年)에 상량했다는 기록이 있으므로 1916년에 창건했음을 알 수 있다. 어필각은 전라북도 유형문화재 제143호인 태종의 어필을 봉안하기 위해 창건한 건물로서 근대 문중의 건축 호라동을 잘 보여주고 있다.

## 같이 보기
- 안성 강원도 관찰사 고신 왕지 - 전라북도 유형문화재 제143호